# Claude Heinrich
Claude Albert Heinrich (* 1. März 2006 in Berlin) ist ein deutscher Schauspieler und Synchronsprecher.

## Leben
Claude Albert Heinrich wurde 2006 in Berlin geboren und wuchs bilingual deutsch-englisch in einem künstlerisch geprägten Elternhaus auf. Er erhielt früh musikalische und tänzerische Bildung, wie auch seine jüngere Schwester Cloé Albertine Heinrich, die als Kinderdarstellerin tätig ist. 
Ende 2010 begann er als Synchronsprecher in Private Practice und nutzte seine Stimme in den folgenden Jahren in zahlreichen Kinoproduktionen, TV-Serien und Hörspielen. 2015 folgte das Debüt vor der Kamera in Binny und der Geist, sowie in den internationalen Produktionen Berlin Station und Berlin Syndrom. Die erste Hauptrolle spielte Claude Heinrich in der Sky-Produktion 8 Tage. Bei Lindenberg! Mach dein Ding spielte er den jungen Udo und trat im selben Jahr in einer Hauptrolle des Kinofilms A Pure Place auf. Es folgten Rollen in der dritten Staffel von Dark und dem Dresdner Tatort Die Zeit ist gekommen, außerdem in Wild Republic und im Regiedebüt von Bjarne Mädel Sörensen hat Angst.

## Filmographie (Auswahl)
- 2015: Binny und der Geist
- 2015: Berlin Station
- 2015: Berlin Syndrom
- 2016: Triple Ex
- 2017: 8 Tage
- 2017: Wir lieben das Leben
- 2018: In aller Freundschaft – Die Krankenschwestern
- 2018: Lindenberg! Mach dein Ding
- 2018: A Pure Place
- 2019: Schatten der Mörder
- 2019: Dark
- 2020: Tatort: Die Zeit ist gekommen
- 2020: Wild Republic
- 2020: Sörensen hat Angst
- 2020: @Kalinka08
- 2021: Träume sind wie wilde Tiger
- 2021: A Pure Place
- 2022: Wir sind dann wohl die Angehörigen
- 2022: In aller Freundschaft – Die jungen Ärzte
- 2022: Und dann steht einer auf und öffnet das Fenster
- 2023: Wann wird es endlich wieder so, wie es nie war
- 2023: Einspruch, Schatz! – Unter Vätern
- 2023: Erzgebirgskrimi – Familienband
- 2024: Mord mit Aussicht: Akte Waschbär
- 2024: In aller Freundschaft: Aus dem Nichts
- 2024: Märchenperlen: Dornröschen und der Fluch der siebten Fee (Fernsehreihe)
- 2025: Eine mit Herz – Familiengeheimnisse
- 2025: Rosenthal

## Synchronisation (Auswahl)
- 2014: Giovannis Insel
- 2016: Elliot, der Drache
- 2016: House of Cards[3]

## Nominierungen und Auszeichnungen
- 2021: Filmfest München – Nominierung in der Kategorie Förderpreis Neues Deutsches Kino für den Film A Pure Place
- 2022: Festival des deutschen Films Ludwigshafen – Gewinner der Ludwigshafener Auszeichnung für den Film Und dann steht einer auf und öffnet das Fenster
- 2023: Deutsche Akademie für Fernsehen – Nominierung in der Kategorie Bester Nebendarsteller für den Film Und dann steht einer auf und öffnet das Fenster[4]